# Gonzalo Jara
Gonzalo Alejandro Jara Reyes (Hualpén, 29 de agosto de 1985) es un futbolista chileno que se desempeña como defensa central en el Críspulo Gándara. Además, ha sido internacional absoluto con la Selección de Chile desde 2006, con la que se consagró campeón de la Copa América en 2015 y 2016. Integra la Generación Dorada del fútbol chileno.
Fue formado en las divisiones inferiores de Huachipato, de la ciudad vecina de Talcahuano, debutando en primera división en 2002. En 2005 fue elegido mejor jugador del cuadro siderúrgico. Dos años después ficha por Colo-Colo, equipo con el que conquistó tres campeonatos nacionales antes de dar el salto al fútbol europeo con su traspaso al West Bromwich Albion de la segunda división inglesa por aquel entonces. En tierras británicas tuvo pasos, en calidad de cedido, por otros equipos como el Brighton & Hove Albion o el Nottingham Forest, en el que continuó una vez terminado su vínculo con el West Bromwich en 2013. El año siguiente abandona el Nottingham para fichar por el Maguncia 05 alemán. En enero de 2016 ficha por Universidad de Chile, club del cual el 3 de diciembre del 2018 termina contrato, desvinculándose definitivamente.
Con la selección chilena consiguió el primer título en la historia del combinado: la Copa América 2015. También salió campeón de la Copa América Centenario 2016 y ha participado en dos Mundiales con la absoluta, más una Copa del Mundo categoría sub-20. Además, Jara es el sexto jugador con más participaciones en la selección del país austral: 115 partidos disputados (102 como titular y 13 ingresando desde la banca, totalizando más de 9000 minutos en cancha).

## Trayectoria

### Inicios
Gonzalo Jara nació el 29 de agosto de 1985 en Hualpén, Región del Biobío (Chile). Gonzalo estudió en el Colegio Villa Acero, parte de la enseñanza media la cursó en el liceo Claudio Matte Pérez de Talcahuano, y desde muy pequeño comenzó a jugar fútbol dando sus primeros pasos en su club de barrio. Dadas sus habilidades, fue a probar suerte a Huachipato, donde hizo todas las inferiores y debutó profesionalmente, destacando su polifuncionalidad tanto así que en Huachipato supo ocupar todas las posiciones en defensa. La posición natural de Gonzalo Jara es lateral derecho, pero supo adaptarse como lateral izquierdo, central o de contención, posee muy buena técnica manejando el balón con ambas piernas.

### Huachipato (2002-2006)
En 2002 pasa a formar parte de las divisiones inferiores de Huachipato, consolidándose rápidamente como titular con tan solo 18 años en el puesto de defensor central y posteriormente marcó su primer gol como profesional el 22 de junio del 2003 por los cuartos de final del Torneo de Apertura en el triunfo 3-2 sobre Deportes Puerto Montt para acceder a semifinales donde cayeron contra el campeón Cobreloa.
Posteriormente se le premió como: "El mejor jugador de Huachipato del año 2005". Esta premiación se debió a las buenas actuaciones de Gonzalo Jara en Huachipato, uno de sus partidos destacados fue el que se disputó en el estadio Las Higueras de Talcahuano frente a Colo-Colo, el partido acabó 2-2. Ese mismo año los acereros lograron llegar a las semifinales de los campeonatos de Apertura y Clausura perdiendo contra Coquimbo Unido y Universidad de Chile respectivamente. Ese año es considerado uno de los mejores en la historia de Huachipato, liderados por canteranos como Rodrigo Millar, Héctor Mancilla, Pedro Morales y el propio Jara. También ese año fue nominado a la Selección de fútbol sub-20 de Chile para disputar el Sudamericano de Colombia. Finalmente Chile logró la clasificación al Mundial de Holanda alcanzando los octavos de final.
En 2006 Jara fue muy importante para Huachipato, debido a sus grandes actuaciones durante el Apertura 2006 y el Clausura 2006, tanto así que a sus cortos 21 años llamó la atención de los Grandes del fútbol Chileno como Universidad de Chile y Colo-Colo.

### Colo Colo (2007-2009)
Para el 2007 tras las buenas actuaciones de Gonzalo Jara, Colo-Colo compra el 50% del pase a cambio de 300 mil dólares convirtiéndose así en su nuevo refuerzo de cara al Apertura 2007.
Debuta con la camiseta del Cacique el día 27 de enero de 2007, en la primera fecha del Apertura enfrentando a Deportes Melipilla, ingresó en el segundo tiempo sustituyendo a Juan Gonzalo Lorca en el minuto 70, durante los minutos en cancha hizo un sobrio trabajo afirmando la defensa de Colo-Colo los últimos minutos del encuentro, que terminó 2-1 a favor del Cacique. Las 2 siguientes fechas del Apertura Jarita solo entró los últimos minutos ya con los partidos claramente definidos.
En la fecha 13 del Apertura, Colo-Colo enfrentó a O'Higgins, el partido terminó en goleada por 6-2. El partido comenzó muy mal para Colo-Colo, ya que al minuto 22' Giancarlo Maldonado abrió la cuenta para el club Rancagüino, siete minutos más tarde Arturo Sanhueza es expulsado por el árbitro Enrique Osses. Al minuto 30' ingresa Gonzalo Jara reemplazando a David Henríquez, no fue el mejor partido de Colo-Colo, pero logró sacar adelante el encuentro de manera notable goleando al elenco Rancagüino por 6-2. Gonzalo Jara hizo un gran partido pese a que el elenco Popular jugó gran parte del partido con 10 hombres.
El sábado 16 de junio de 2007, disputó el último partido del Torneo Apertura 2007 (Chile) enfrentando a Palestino, el partido concluyó con una sufrida victoria del Cacique, donde hizo un buen primer tiempo, pero el cuadro Albo no pudo abrir el marcador durante el primer tiempo, en el segundo, Gonzalo Jara fue reemplazado por el Delantero Edison Giménez. A los 77' Humberto Suazo convierte el primer y único gol del partido, dándole a Colo-Colo su estrella 26 y un Tricampeonato, el segundo de su historia.
El 2 de agosto convirtió su primer gol con la camiseta de Colo-Colo, este fue durante el partido válido por la Copa Sudamericana 2007, enfrentando al Real Potosí en el Estadio Víctor Agustín Ugarte de Potosí, Jara abrió la cuenta en el minuto 15' tras un potente "derechazo", pese a que Colo-Colo hizo un buen partido, el club Boliviano empató el partido a los 48' tras un error de Rainer Wirth y José Luis Cabión.
El 21 de octubre se produce el llamado superclásico del fútbol chileno, el encuentro se llevó a cabo en el Estadio Monumental, el partido terminó en un empate 2-2 contra la Universidad de Chile, pese a que Colo-Colo se mantuvo arriba en el marcador el mayor tiempo. Jara entró de titular pero fue reemplazado en el segundo tiempo dando paso a que ingresara el mediocampista Rodrigo Millar. Tres días después convirtió su 1° gol por torneos nacionales por Colo Colo en el Clásico ante Cobreloa anotando el único tanto albo en la igualdad 1-1 con los loinos.
El domingo 23 de diciembre del 2007 se consagró nuevamente campeón con Colo-Colo (logrando su segundo título con los albos) tras golear 3-0 en la final vuelta a Universidad de Concepción con goles de Gonzalo Fierro, Gustavo Biscayzacú y Claudio Bieler campeonando por un 4-0 global, y así el club se convirtió por primera vez en Tetracampeón del fútbol chileno.
Para el año 2008 se coronaría campeón del Torneo de Clausura con los albos y tras buenas actuaciones en Colo-Colo, el DT de la selección chilena (en ese entonces), Marcelo Bielsa lo nominó para afrontar el Torneo Esperanzas de Toulon, donde fue el capitán de ese equipo sub-23 que terminó siendo subcampeón de dicho torneo.
Luego de seguir destacando en Colo Colo y consolidarse en la defensa fue sondeado por equipos extranjeros de Italia, Francia, España e Inglaterra.
El West Bromwich Albion intentó comprar el pase del jugador, pero por problemas en la operación esa compra no se pudo hacer efectiva.

### West Bromwich Albion (2009-2011)
El 3 de agosto de 2009, Colo-Colo anuncia la venta de Gonzalo Jara al West Bromwich Albion de la Championship, siendo este su primer club en el Viejo Continente. El cuadro Chileno vendió el 85% del pase en 3 millones de dólares con un contrato de tres años.

#### Temporada 2009-10
El 21 de septiembre hizo su debut por el West Bromwich Albion enfrentando ni más ni menos que al poderoso Arsenal por la tercera ronda de la Copa de la Liga, fue titular en la caída 0-2 contra Los Gunners. Cinco días después, el 26 de septiembre hizo su debut por el Championship (segunda división inglesa) en la novena jornada enfrentando al Crystal Palace FC, donde el cuadro inglés pierde el partido por un marcador 1-0, pese a ello, según medios británicos fue un muy buen debut para el jugador chileno.
En la fecha 12 del Championship, el West Brom se enfrentó al Reading FC, encuentro que terminó con un resultado a favor por 3-1. Jara jugó todo el partido, en un encuentro más que regular para el jugador chileno, el partido se jugó en el estadio The Hawthorns.
El 6 de noviembre convirtió su primer gol para el West Bromwich Albion, la anotación ocurrió en el partido que su equipo se enfrentó al Leicester City FC, Jara convirtió el segundo gol, mediante un tiro desde fuera del área dejando sin poder reaccionar al portero del equipo visitante, el encuentro acabó con un 2-1 a favor del West Brom y Gonzalo Jara fue la figura del partido.
El 13 de febrero de 2010 el West Bromwich Albion se enfrentó al Reading FC por la FA Cup, donde Gonzalo saldría en el entretiempo por Youssuf Mulumbu tras sufrir una dura lesión que le haría perderse el resto de la temporada del equipo Inglés.

#### Temporada 2010-11
Ya en la temporada 2010/11 el West Bromwich Albion con Gonzalo Jara jugará en la Premier League de Inglaterra tras ascender en el segundo puesto, pero no comenzó de la mejor manera ya que perdió por goleada 6-0 ante el Chelsea FC, Gonzalo Jara jugó todo el partido tras 6 meses sin jugar por su equipo pero no pudo frente al gran rival.
El 25 de septiembre de 2010 convirtió su primer y único gol en la Premier League, el tanto fue ante Arsenal FC en el Emirates Stadium por la sexta fecha, después de una gran jugada colectiva, Gonzalo Jara dispara al entrar al área batiendo al portero Manuel Almunia, así el cuadro de Jara se ponía en ventaja por 2-0, el encuentro terminó con una valiosa victoria del West Bromwich Albion por 3-2, Gonzalo Jara fue elegido uno de los mejores de la cancha.
En el partido que el West Bromwich Albion se enfrentó al Blackpool FC, Gonzalo Jara entró de titular, estaba haciendo un buen cometido hasta el minuto 29' donde tras una fuerte entrada a Luke Varney recibió la roja directa el partido terminó con una derrota por 2-1 para el elenco de Gonzalo Jara. Tras la expulsión, Gonzalo Jara es suspendido por 3 fechas, aun así su entrenador Roberto Di Matteo lo defendió y aseguró que el jugador Chileno está arrepentido de su acción.
Después de cumplir las 3 fechas de suspensión, Gonzalo Jara vuelve a la titularidad, ahora enfrentando al Stoke City, el partido terminó con una dura derrota para el West Brom por un marcador de 3-0, el chileno jugó todo el partido. El 15 de enero de 2011 aportó una asistencia en el triunfo 3-2 sobre Blackpool por la Fecha 23 de la Premier League.
Tras unos malos resultados, Roberto Di Matteo es reemplazado por Roy Hodgson, el primer partido de Gonzalo Jara con su nuevo entrenador fue ante el West Ham United, el partido terminó con un apasionante 3-3, Gonzalo Jara hizo un buen partido y a la vez este fue su único partido jugando los 90 minutos con Hodgson en el banco.
La última fecha de la temporada 2010/11, el West Brom se enfrentó al Newcastle United. El encuentro terminó en un 3-3; Gonzalo Jara no fue titular y tampoco ingresó, terminando así una temporada, donde comenzó siendo titular indiscutido, pero después del cambio de entrenador no fue totalmente considerado por el nuevo entrenador y en 11 partidos con Hodgson solo jugó de titular en 4.

#### Temporada 2011-12
El comienzo de la temporada 2011/12 para Gonzalo Jara no fue el ideal. Su equipo se enfrentó al Manchester United, tanto que no fue considerado dentro de los titulares y solo ingresó a falta de 5 minutos para concluir el partido. A pesar de eso, dio un pase gol, que no fue capitalizado. El partido terminó con una derrota por 2-1.
Desde la segunda fecha, Roy Hodgson no citó a Gonzalo, perdiéndose gran parte de la temporada y solo jugaría un partido por Copa de la Liga contra Bournemouth el 23 de agosto, siendo triunfo para el equipo de Gonzalo Jara por 4-1.
Tras la nula posibilidad de jugar, se nombró algunos clubes que querían contar con el jugador para la temporada, alguno de ellos eran el Getafe, Werder Bremen, Lille y el Beşiktaş.
El 21 de octubre de 2011 el West Bromwich Albion decide enviar a préstamo a Gonzalo Jara al Brighton & Hove Albion.

### Cesión a Brighton & Hove Albion (2011-2012)
El primer partido de Gonzalo Jara con la camiseta del Brighton fue ante el West Ham United por la jornada 13 del Championship 2011-12, donde ingresó de titular e hizo un buen partido volviendo a jugar después de dos meses en la caída de su nuevo equipo por la cuenta mínima.
El siguiente partido el Brighton se enfrentó al Birmingham City el partido terminó en un empate sin tantos, Gonzalo Jara jugó un partido regular y fue reemplazado al minuto 80' por Mauricio Taricco.
Sin embargo, Gonzalo Jara no alcanzó a estar más de dos meses, después que el 20 de diciembre del mismo año el West Bromwich Albion lo trajera de vuelta a él y a otros dos jugadores debido a una seguidilla de lesiones en el equipo.
Breve retorno a West Bromwich Albion (2012)
El 26 de diciembre de 2011 vuelve al Albion en el partido contra el Manchester City por 18° jornada de la Premier League, donde ingresa al minuto 89 por Peter Odemwingie, encuentro que terminó con un valioso empate sin goles.
Durante el partido de su equipo frente al Tottenham Hotspur, Jerome Thomas sufre una lesión y es sustituido por Gonzalo Jara, en el minuto 27' del primer tiempo. Finalmente, el encuentro terminó en una derrota para su elenco. Jara hizo una buena labor de volante, a pesar de no ser esa su posición habitual.
En el encuentro entre el West Brom y el Norwich City, Gonzalo juega los 90 minutos, en un partido que terminó en una dura derrota para el elenco del chileno por 2-1.
El 31 de enero de 2012 Jara nuevamente vuelve a ser cedido al Brighton & Hove Albion tras permanecer poco más de un mes en el West Brom jugando 260 minutos en los cinco duelos que disputó
Segundo periodo en Brighton & Hove Albion (2012)
En su vuelta al equipo del sur de Inglaterra, el 11 de febrero de 2012, ante el Leeds United donde ingresó de titular, haciendo un buen trabajo, su equipo ganó por 2-1.
El partido que enfrentó al Brighton y al Ipswich Town, Gonzalo Jara jugó los 90 minutos siendo una de las figuras del encuentro al aportar una asistencia en el triunfo de su equipo por 3-0.
El Brighton se enfrentó al Portsmouth, el encuentro terminó en un 2-0 a favor del Brighton donde Gonzalo Jara junto a Vicente Rodríguez fueron las figuras del encuentro.
Durante el partido contra el Blackpool FC Gonzalo Jara es expulsado y nuevamente es suspendido por 3 fechas, el partido terminó en derrota por 3-1
Después de la dura sanción vuelve a jugar enfrentando al Burnley FC, donde jugó hasta el minuto 60' siendo reemplazado por Will Buckley, el encuentro terminó en derrota por la mínima.
Tras la nula posibilidad de que el Brighton & Hove Albion ascienda, Gonzalo Jara vuelve al West Bromwich Albion, a pesar de la queja del técnico del Brighton, Gustavo Poyet, por los pocos meses que estuvo Gonzalo en el club.

### Segundo retorno a West Bromwich Albion (2012)
Tras el fin de su cesión regresó al West Bromwich Albion donde al igual que con el DT anterior, tampoco vería mucha acción con Stephen Clarke.
Solo jugaría dos partidos en seis meses, el primero en la Copa de la Liga el día 28 de agosto de 2012 contra el Yeovil Town en la victoria de su equipo por 4-2, y el segundo por Premier League jugando 45 minutos en el triunfo 3-2 sobre Queens Park Rangers, así sumando solo 135 minutos durante el segundo semestre de 2012.
En su paso por el club inglés jugó 67 marcando 2 goles.

### Nottingham Forest (2013-2014)
Tras la poca participación en el West Bromwich Albion, el club decide cederlo al Nottingham Forest, donde debuta como titular y juega los 90 minutos, enfrentando al Peterborough United, dejando una buena impresión en los aficionados del Forest.El encuentro terminó con un 2-1 a favor del Nottingham Forest.
Tras un empate y tres derrotas consecutivas, Alex McLeish es despedido, en su lugar llega Billy Davies, con él, Gonzalo Jara, se mantiene de titular.
En la Fecha 33 del The Championship, el Nottingham Forest vence por 6-1 al Huddersfield Town, Gonzalo Jara fue una de las figuras del encuentro.
Nottingham Forest enfrentó al Wolverhampton Wanderers, el partido terminó en un 3-1 a favor, Jara asistió a Lewis McGugan, quien marcó el definitivo 3-1.
Con una impecable actuación del Nottingham Forest, entra en zona de play-off, con la llegada de Billy Davies el equipo de Gonzalo Jara logra 10 partidos consecutivos sin perder, con 6 victorias seguidas.
Gonzalo Jara se pierde el resto de la temporada por una lesión, con esto, se termina el préstamo y Jara vuelve al West Brom para su recuperación, una sensible baja para el Nottingham Forest, que aun pelea el ascenso a la Premier League.
Tras desvincularse del West Bromwich Albion, y las buenas actuaciones durante su sesión, en junio de 2013 Jara regresa al Nottingham Forest, donde firma por 1 año.

### FSV Maguncia 05 (2014-2015)
El 16 de julio de 2014, firmó un contrato por dos años con una opción de un tercer año con el 1. FSV Maguncia 05 de la Bundesliga alemana.
Debutó el 31 de julio por la Tercera ronda de la UEFA Europa League 2014-15 contra el Asteras Tripolis siendo triunfo para el equipo alemán por 1-0 en el Coface Arena, la revancha se jugó en tierras griegas y el Asteras eliminó al Maguncia ganándole 3-1 (3-2 global), Gonzalo Jara jugaría 21 minutos reemplazando a Koo Ja-cheol.
El 18 de agosto su equipo quedó eliminado en la primera ronda de la Copa de Alemania 2014-15 contra el Chemnitzer tras igualar 5-5 en una guerra de goles de fueron a los penales donde Chemnitzer pasó 5-4, Jara se encargaría de patear el tercer penal fallándolo siendo ese el único penal errado de los 10 que se patearon.
Durante la Bundesliga 2014-15 disputó 17 partidos de liga. Sin embargo, nunca logró ser titular indiscutido en su equipo.
Ya en la campaña 2015/16, deja de ser considerado por el entrenador del Maguncia, a raíz, principalmente, del episodio que protagonizó en la Copa América 2015 junto a Edison Cavani, en el partido de cuartos de final que disputaron Chile y Uruguay; hecho en el cual le puso un dedo en los glúteos al uruguayo y que fue catalogado de antideportivo. Este suceso no cayó nada bien en política de disciplina del club alemán, por lo cual Jara fue marginado del club y puesto a la venta.
Su debut en la Bundesliga 2015-16 fue recién en la octava fecha contra SV Darmstadt 98 jugando todo el partido (luego de 6 meses sin jugar por su equipo) en el triunfo de su equipo por 3-2. Tras las pocas oportunidades de ser titular, jugando solo 6 partidos por Bundesliga sumando 446 minutos, y buscando retomar su mejor nivel, el 16 de enero de 2016 le rescindir contrato con el Maguncia para retornar a su país y fichar por la Universidad de Chile.

### Universidad de Chile (2016-2018)
A principios de 2016, el jugador se desvinculó del Maguncia 05 y se transformó en el nuevo fichaje de la Universidad de Chile siendo presentando el 18 de enero de 2016 firmando un contrato por tres años convirtiéndose en un refuerzo bombastico para el Torneo de Clausura y Sebastián Beccacece, en conferencia de prensa confesó que era un sueño hecho realidad llegar al club.

#### 2016
Su debut por la U se produjo en la segunda fecha contra O'Higgins el día 24 de enero en el Estadio Nacional Julio Martínez Pradanos y no podría tener mejor debut ya que los azules golearon por 8-1 contra el Capo de Provincia con triplete de Gustavo Lorenzetti y uno de Mathías Corujo, Sebastián Ubilla, Patricio Rubio, Gustavo Canales y Yerko Leiva.
El 2 de febrero se disputó el primer partido contra River Plate en el Estadio Domingo Burgueño Miguel de Uruguay por la Primera fase de la Copa Libertadores 2016, en una noche para el olvido el equipo chileno caería por 2-0 y para variar Jara se desgarraría teniendo que salir al minuto 76 por Cristián Suárez, lesión que lo dejó fuera de las canchas por el mes de febrero, aunque luego de su recuperación fue titular indiscutido en el centro de la zaga. El club universitario no tuvo una buena campaña en el Clausura 2016, terminando en el lugar décimo coqueteando con el descenso.
El 27 de agosto tendría una tarde para el olvido en el Clásico universitario contra Universidad Católica por la quinta fecha del Apertura 2016 siendo el capitán del equipo, para empezar al minuto 13 tras una falta el defensor lanzó un escupitajo y un manotazo a Diego Buonanotte recibiendo 6 fechas de sanción por esta acción, a los 20' marcó un autogol tras un tiro tiro de esquina de José Pedro Fuenzalida que dio en el palo y le rebotó en el pecho al defensor ingresando el balón hacía su propio arco y 3 minutos después Buonanotte tendría su revancha con Jara ya que tras sacarse al defensor con un enganche definió con pierna diestra marcando un golazo para el 2-0 y luego al minuto 27 saldría de la cancha por Alejandro Contreras debido a un desgarro en el isquiotibial derecho perdiéndose los duelos contra Paraguay y Bolivia por las Clasificatorias a Rusia 2018, cerrando su negra jornada.
Volvió a las canchas 1 mes después contra Deportes Iquique por la revancha de los octavos de final de la Copa Chile 2016 en un duelo donde acabaron 2-2 y en penales la U paso por 7-6 a cuartos de final, Jarita saldría al minuto 67 por Christian Vilches por precaución por su físico. En los cuartos de final jugaron con Universidad Católica y nuevamente fue protagonista de otro clásico universitario, a pesar de haber neutralizado muy bien a Nicolás Castillo durante los primeros 15 minutos, su primer error de la noche fue al 19' bajo a Fuenzalida dentro de su área recibiendo amarilla y cometiendo penal a la vez que fue aprovechado por Nico Castillo para el 1-0 y luego al 33' se fue expulsado por doble amarilla tras bajar con un cruce a Diego Buonanotte.
Regresó al torneo nacional el 19 de noviembre tras cumplir sus 6 fechas de sanción por el escupitajo a Buonanotte contra Unión Española donde nuevamente colegio un error de entrada al minuto 2 tras un saque de banderín la pelota le quedó a Jara quien se demoró al intentar salir jugando y Diego Churín presionó al defensa y luego de intentar despejar el balón dio en el tobillo de Churín y el esférico tomó una curva aérea inatajable para Johnny Herrera, para su suerte su equipo terminó ganando 3-2.
Su 2016 sería un año horrible en la U debido a lesiones, irregularidad, errores garrafales, expulsiones, además del bajo rendimiento del equipo que los llevó a terminar en el séptimo lugar asegurando con lo justo el último cupo a la Copa Sudamericana 2016.

#### 2017
El 5 de febrero de 2017 los azules tuvieron su debut en el Clausura contra Deportes Iquique en el norte, donde cayeron por 2-0 y Jara nuevamente se fue expulsado por doble amarilla al minuto 69. Por la fecha 12 enfrentaron a Universidad Católica en un nuevo clásico universitario con la U peleando el título palmo a palmo con Colo Colo, los azules terminaron cayendo por 3-1 y Jara saldría lesionado al minuto 23 por Alejandro Contreras perdiendo su cuarto clásico universitario seguido con Católica.
Por la Copa Sudamericana 2017 fueron eliminados en primera ronda contra el poderoso Corinthians tras caer 1-2 (1-4 global) en tierras nacionales, donde Jara sumó su tercera expulsión como defensor azul transcurrido el minuto 88 tras recibir doble amarilla. Ya en la última fecha del campeonato los azules llegaban peleando mano a mano con Colo-Colo por el título, la U con ganar le bastaba y así fue en un Estadio Nacional repleto los azules ganaron por la cuenta mínima con solitario gol de Felipe Mora al minuto 21, así los azules salieron campeones con 30 puntos sobre los 29 de Colo Colo bajando su estrella 18.
Jarita fue de menos a más en este Clausura 2017 jugando 13 encuentros, sumando 1055 minutos y siendo uno de los pilares en la defensa azul.
Entremedio de la segunda parte de la Temporada 2017 el defensor nacional recibió una oferta por parte del Boca Juniors de Guillermo Barros Schelotto pero tras largas negociaciones todo quedó en nada.
El 27 de agosto jugó su segundo superclásico defendiendo la camiseta azul contra Colo-Colo por la Fecha 5 del Transición 2017 y nuevamente fue protagonista de mala forma en un partido importante ya que al minuto 50 se resbaló en la salida de la U y se la cedió a Jaime Valdés quien se la sirvió a Esteban Paredes para el 3-1 parcial y luego el mismo Paredes anotó el 4-1 final.
Llegaron a la final de la Copa Chile 2017 perdiendo con Santiago Wanderers por 1-3 en el Estadio Ester Roa Rebolledo y el año de Jara terminó en la Fecha 13 del campeonato de Transición tras la dura caída con Audax Italiano, ya que al minuto 58 recibió amarilla por una falta y a la vez aplaudió al árbitro Roberto Tobar recibiendo su segunda amarilla, siendo esta su quinta expulsión por Universidad de Chile y 2 fechas de suspensión como castigo.

#### 2018
Durante 2018 fue titular la primera parte del año, pero después con la llegada de Frank Darío Kudelka a la a banca azul poco a poco iría quedando relegado en la suplencia jugando solo por regularidad en la Copa Chile 2018 cometiendo un error que costo la eliminación en semifinales contra Palestino que terminó en caída 0-2 para el cuadro azul.
Eso sumado a que cometió errores claves en la eliminación de la U en fase de grupos de la Copa Libertadores en las derrotas contra Cruzeiro (7-0 en Brasil) y Vasco da Gama (1-2 en Chile).
El lunes 3 de diciembre de 2018 terminó su vínculo con Universidad de Chile terminando su contrato luego de tres años, en su paso por la U jamás pudo mostrar ese nivel que tuvo en Europa cometiendo muchos errores infantiles que costaron puntos o eliminaciones, lo mismo con las expulsiones, bajo rendimiento y de paso jamás pudo ganarse el cariño de la hinchada.

### Estudiantes de La Plata (2019)
El 22 de enero de 2019 es anunciado como nuevo refuerzo de Estudiantes de La Plata, de la Primera División de Argentina.

### Club Tijuana (2020)
El 10 de diciembre de 2020 llega al Club Tijuana a pedido del entrenador Pablo Guede quien lo conocía bien de Monarcas Morelia. Tras un semestre en el club, ambas partes decidieron terminar su contrato por lo que quedó en condición de jugador libre.

## Selección nacional

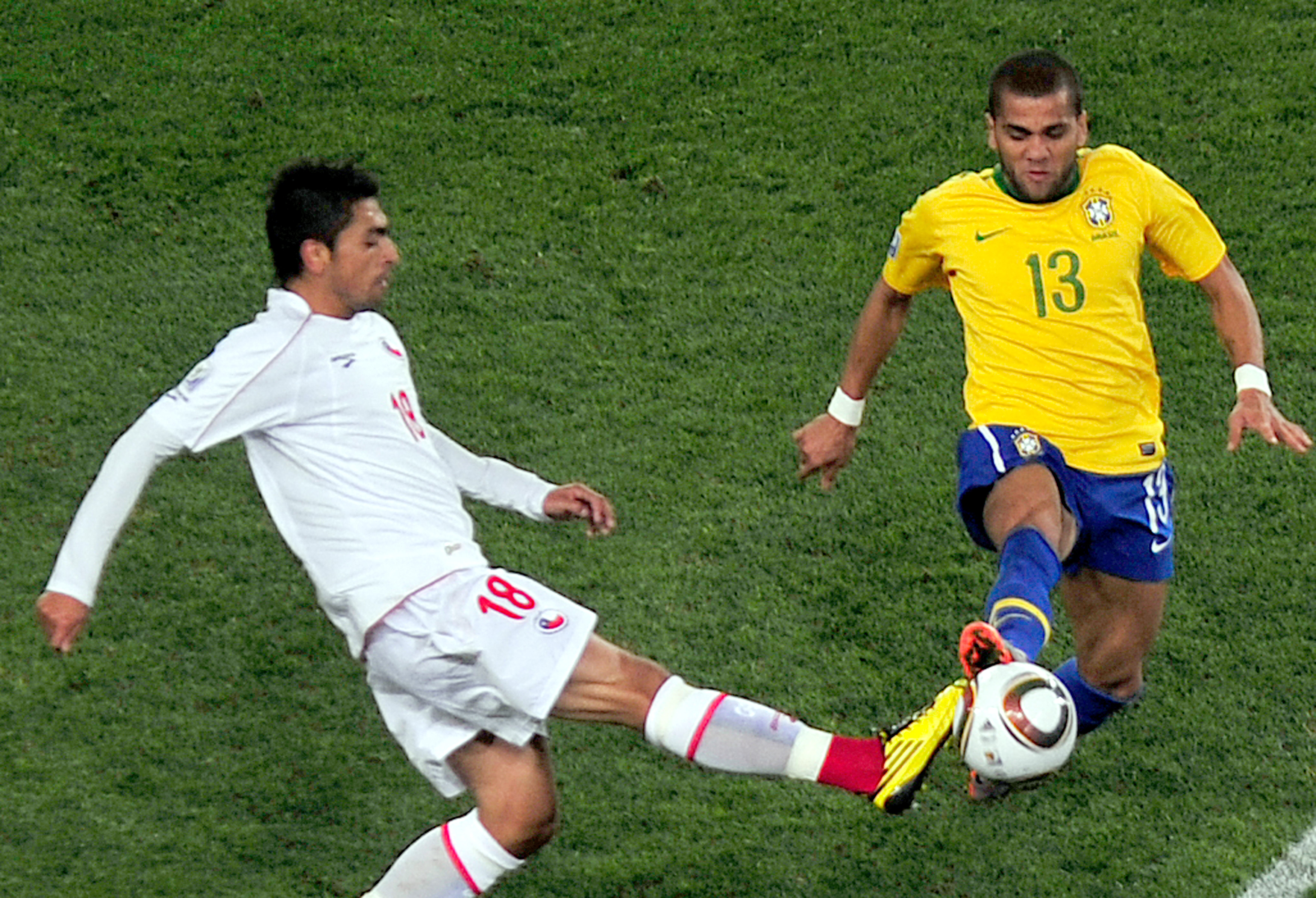
Jara disputando una pelota con Dani Alves en 2010.

### Selecciones menores
Comenzó participando en el Sudamericano Sub-20 de Colombia el 2005. Siendo el capitán del equipo y pieza fundamental de la Selección Chilena que clasificó al Mundial de la categoría.
Luego en el Mundial Sub-20 disputado en Holanda convirtió un gol frente a la Selección de Honduras y La Roja alcanzaría los octavos de final cayendo con el anfitrión Holanda por 3-0.

#### Participación en Sudamericanos juveniles
| Campeonato                  | Sede     | Resultado    | Partidos | Goles |
| --------------------------- | -------- | ------------ | -------- | ----- |
| Sudamericano Sub-20 de 2005 | Colombia | Cuarto lugar | 8        | 0     |

### Selección adulta
Debutó en la selección adulta el 25 de abril de 2006, en un encuentro amistoso como local versus Nueva Zelanda. Estuvo presente en la gira de Europa en el año 2006. El año 2007 fue nominado por Nelson Acosta donde participó en la Copa América de Venezuela 2007 llegando a cuartos de final, donde fueron eliminados por Brasil. En aquel torneo, Jara participó en 3 partidos frente a Ecuador (3-2), México (0-0) y Brasil (6-1). En el año 2008 participó siendo capitán en el Torneo Esperanzas de Toulon con Marcelo Bielsa como director técnico, consiguiendo el segundo lugar en Francia.
En las Clasificatorias para Sudáfrica 2010 fue nominado por Marcelo Bielsa a gran parte del proceso clasificatorio debutando el 18 de noviembre de 2007 en el empate 2-2 con Uruguay en Montevideo. Finalmente, participó en 13 juegos donde anotó 2 goles, a Venezuela de local y a Colombia de visita y fue expulsado una vez (con Ecuador en Quito). Solo Claudio Bravo, Humberto Suazo y Matías Fernández jugaron más partidos por Chile en esta clasificatoria. El 17 de noviembre de 2009 marcó un gol en el triunfo 2-1 sobre la selección de Eslovaquia en un amistoso.
En junio de 2010, participó en los 4 partidos que disputó la selección de fútbol de Chile en el Mundial de Sudáfrica logrando llegar a octavos de final donde fueron eliminados por Brasil. Jara participó cumpliendo una destacada labor en la parte defensiva. Luego de que Marcelo Bielsa renunciara a la selección, Jara siguió siendo considerado por el nuevo técnico Claudio Borghi (que lo tuvo en Colo-Colo), participando en la Copa América de Argentina 2011, participando en los 3 partidos de fase de grupos frente a México (2-1), Uruguay (1-1) y Perú (1-0). Sin embargo, serían eliminados por Venezuela en cuartos de final al perder por 2-1, partido donde también Jara jugó.

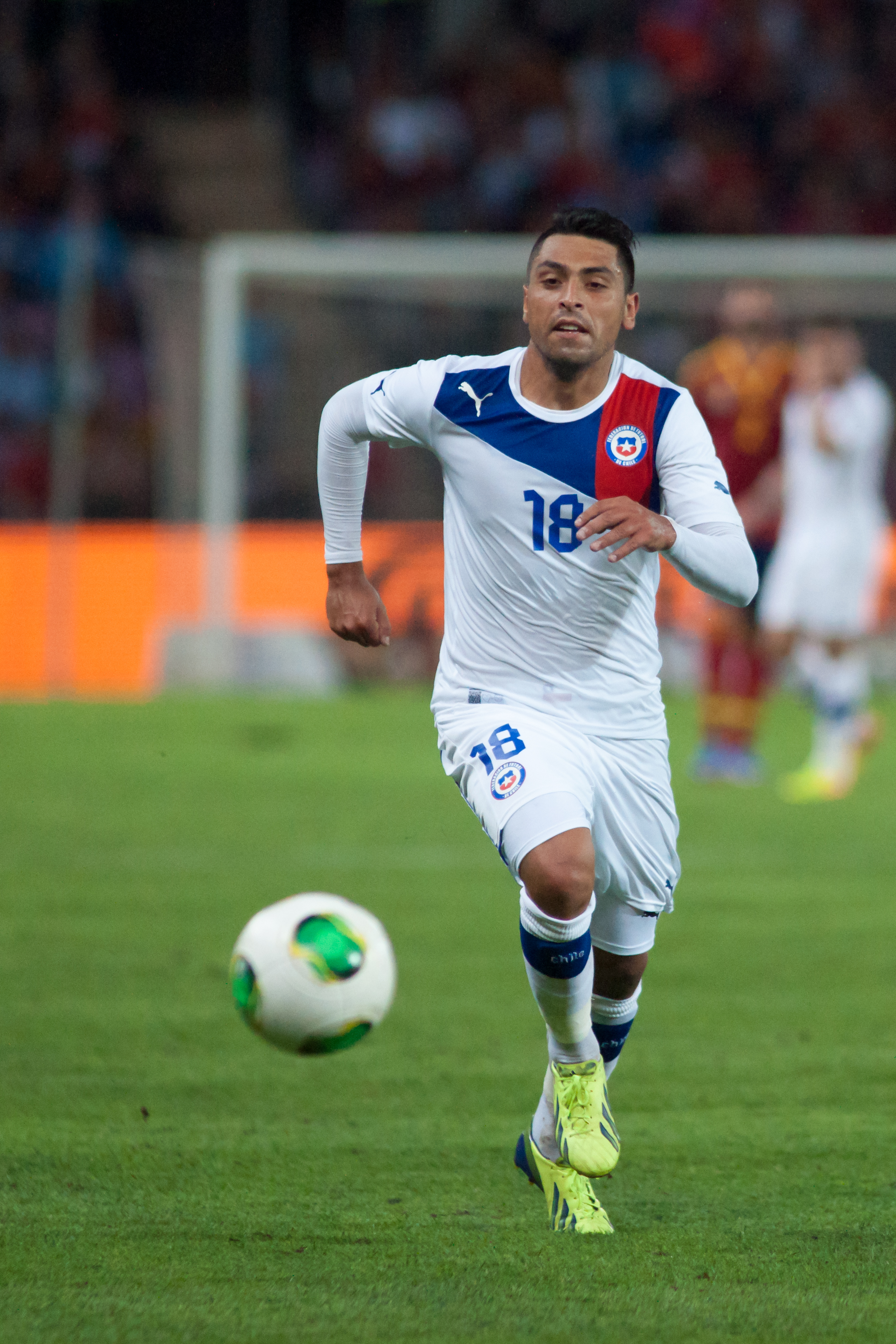
Jara jugando por en 2013.

Tras esto, fue nominado en octubre de 2011 para los 2 primeros partidos clasificatorios para Brasil 2014 frente a Argentina y Perú, perdiendo por 4-1 y ganando por 4-2 respectivamente, con Jara participando de titular. Tras el escándalo del que Jara y 4 compañeros participaron el 8 de noviembre en la previa de los partidos eliminatorios frente a Uruguay y Paraguay, Jara fue sancionado por 10 partidos sin poder jugar por la Selección. Luego de cumplir su castigo, en septiembre de 2012 Jara fue nominado para el partido clasificatorio frente a Colombia, con una derrota por 3-1.
En 2013, durante la fecha clasificatoria contra Uruguay Chile jugaba un partido clave para clasificarse al Mundial, en el Jara provocó al uruguayo Luis Suárez sosteniéndolo y pellizcándolo por la cintura con una mano y agarrando su entrepierna con la otra. Posteriormente, Suárez golpeó a Jara, pero ambas partes quedaron impunes y Chile ganó 2-0 con tantos de Esteban Paredes y Eduardo Vargas para seguir soñando con la clasificación. Ya en la última fecha sacaron pasajes al Mundial de Brasil tras vencer a Ecuador 2-1 en el Estadio Nacional Julio Martínez Prádanos y asegurarse el tercer lugar, Jara no jugaría ese partido siendo reserva. Finalmente, participó en 8 juegos.
En 2014 jugó su segundo mundial defendiendo los colores de su país en Brasil disputando los 4 juegos de Chile en aquel mundial, quedaron segundos en el Grupo B tras vencer a Australia (3-1) y lograr un histórico triunfo sobre España eliminándola del mundial por 2-0, en el tercer duelo perdieron con Holanda 0-2 quedando relegados al segundo puesto del Grupo. Ya en octavos de final enfrentaron al anfitrión Brasil y en una verdadera batalla en el Estadio Mineirão terminaron igualados 1-1 tras 120 minutos, para Brasil Jara marcó un autogol tras un córner que fue contado como gol del defensa brasileño David Luiz, al minuto 18 y luego Alexis Sánchez empató la mocha al 32, ya en los penales fue el quinto pateador y mando su disparo al poste derecho, rebotando por toda la línea, lo que le dio el pase a Brasil por 3-2 eliminando a su selección de la competencia.

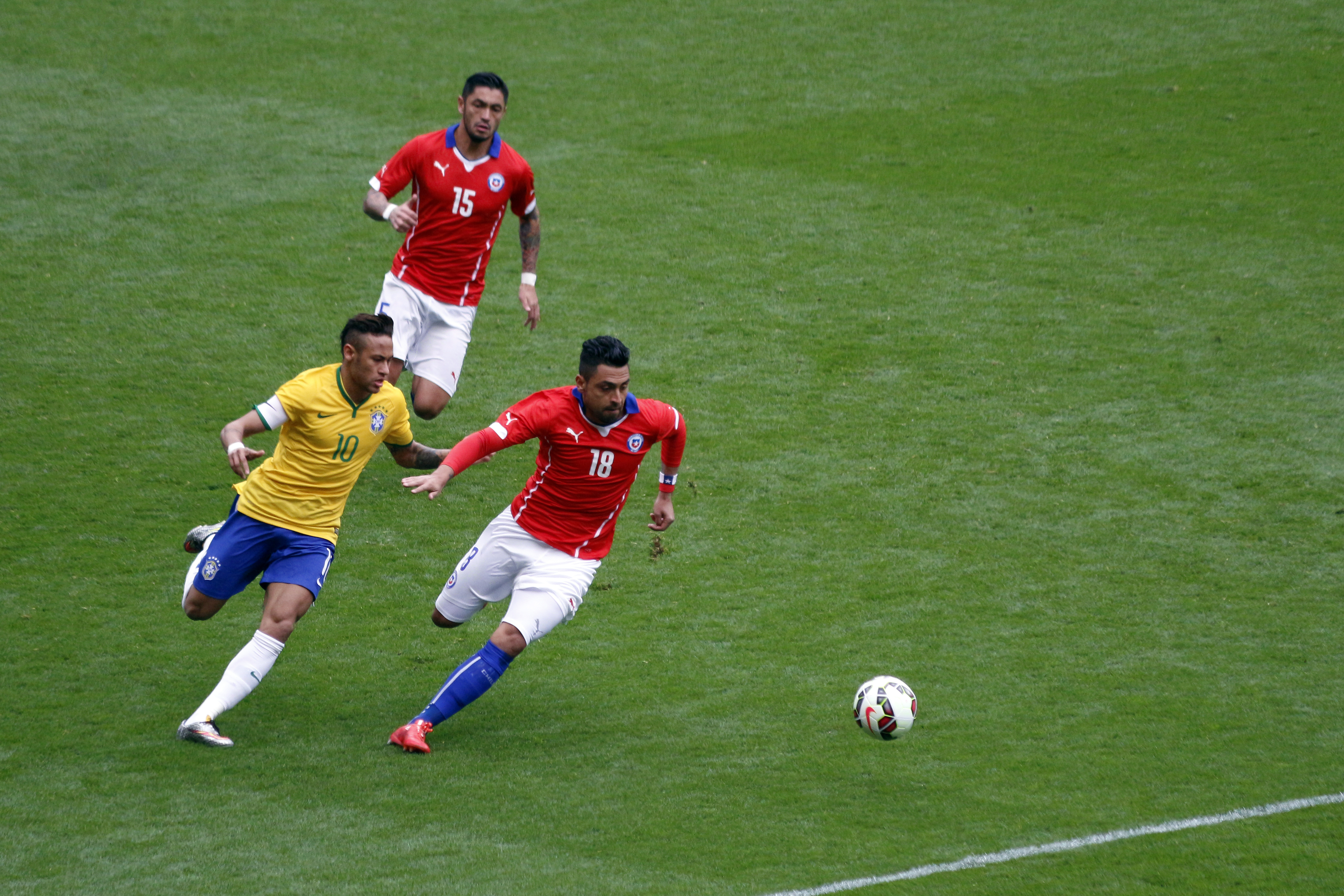
Jara disputando un balón con Neymar en 2015.

Al año siguiente fue nominado para disputar la Copa América 2015 disputada en Chile, en los cuartos de final se enfrentarían a Uruguay por los cuartos de final, La Roja ganó por 1-0 con solitario gol del Mauricio Isla y en dicho partido Jara provocó a Edinson Cavani metiéndole un dedo en el Ano del uruguayo, a lo que este reaccionó dándole una palmada en la cara con el cual el defensa se dejó caer al suelo. Esto provocó la expulsión de Cavani quien ya tenía tarjeta amarilla. Posteriormente, y luego de viralizarse varias imágenes de la provocación de Jara, la Asociación Uruguaya de Fútbol demandó ante la Conmebol el hecho. Esto generó la suspensión por 3 fechas del chileno, y luego de la apelación, a 2 fechas con la Selección Chilena, perdiéndose así el resto de la Copa América, torneo en que estaba realizando un buen rendimiento. Finalmente Chile llegó a la final y salió campeón de América por primera vez en su historia tras derrotar en penales 4-1 a la Argentina de Lionel Messi luego de igualar 0-0 en los 120 minutos. Para la Copa América Centenario Chile repitió la final con Argentina, y ha diferencia del año pasado si jugó el duelo decisivo y nuevamente tras empatar 0-0 tras 120 minutos en el MetLife Stadium, Chile se coronó por primera vez Bicampeón de América en su historia ganando en penales por 4-2 tras la conversión de Francisco Silva.

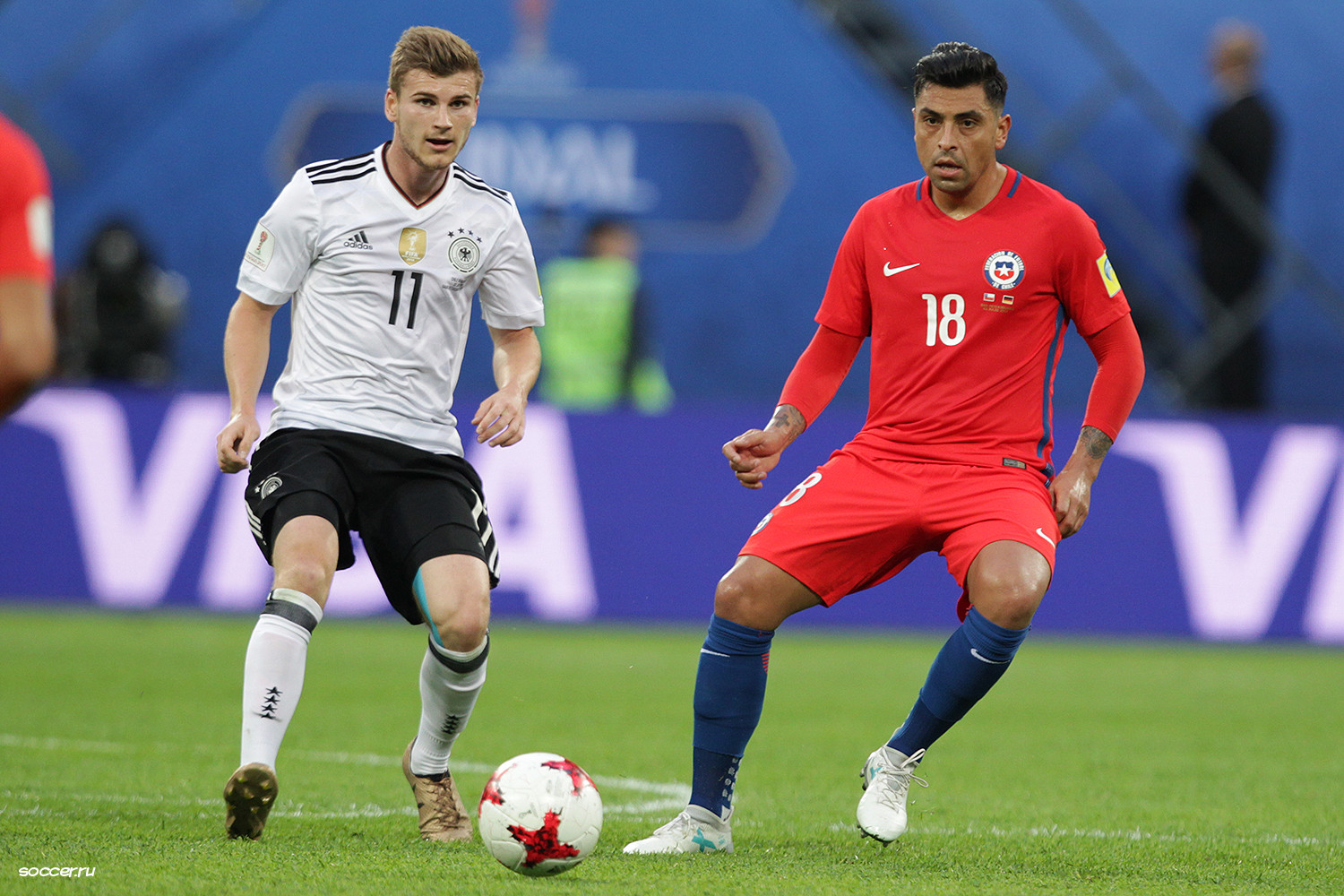
Jarita durante la Final de la Copa Confederaciones 2017 contra.

Luego jugó la Copa Confederaciones 2017 donde alcanzaron su tercera final consecutiva en 3 años tras vencer a la Portugal de Cristiano Ronaldo en penales por 3-0 con soberbia actuación de Claudio Bravo tras igualar 0-0 en 120 minutos. Allí jugaron la final con Alemania el 2 de julio de 2017 siendo derrotados por la cuenta mínima tras un error de Marcelo Díaz en la salida al minuto 20 que terminó en gol alemán, Jara jugó los 5 duelos de Chile en dicho certamen.
Debutaron en las Clasificatorias Rusia 2018 ni más ni menos que contra Brasil el 8 de octubre de 2015 en el Estadio Nacional Julio Martínez Pradanos, Chile lograría la hazaña de vencer al scrath después de quince años ganándole por 2-0 con goles de Eduardo Vargas y Alexis Sánchez. Luego de no estar en la doble fecha ante Paraguay y Bolivia en septiembre de 2016 tras una lesión sufrida contra Universidad Católica por el Clausura 2016, volvió en octubre del mismo año contra Ecuador y Perú. El 6 de octubre volvió a la selección en la dura derrota por 3-0 con Ecuador en Quito, donde se le noto la inactividad producto de la lesión. El 23 de marzo de 2017, Jara cumplió 100 partidos por la selección chilena en el duelo ante Argentina por la Fecha 13, derrota por 1-0 del combinado nacional. Finalmente el 10 de octubre de 2017, Chile se quedó sin opciones de ir al mundial de Rusia tras caer inapelablemente por 3-0 ante Brasil quedando fuera de Rusia 2018, Jara jugó 15 partidos en las Clasificatorias a Rusia 2018, estando 1340 minutos en cancha y poco a poco fue bajando su nivel con el correr de los partidos.

#### Participaciones en Copas del Mundo
| Mundial                               | Sede         | Resultado        | PJ | Goles |
| ------------------------------------- | ------------ | ---------------- | -- | ----- |
| Copa Mundial de Fútbol Sub-20 de 2005 | Países Bajos | Octavos de final | 3  | 1     |
| Copa Mundial de Fútbol de 2010        | Sudáfrica    | Octavos de final | 4  | 0     |
| Copa Mundial de Fútbol de 2014        | Brasil       | Octavos de final | 4  | 0     |

#### Participaciones en Copas FIFA Confederaciones
| Torneo                         | Sede  | Resultado  | PJ | Goles |
| ------------------------------ | ----- | ---------- | -- | ----- |
| Copa FIFA Confederaciones 2017 | Rusia | Subcampeón | 5  | 0     |

#### Participaciones en Copa América
| Torneo                  | Sede           | Resultado        | PJ | Goles |
| ----------------------- | -------------- | ---------------- | -- | ----- |
| Copa América 2007       | Venezuela      | Cuartos de final | 2  | 0     |
| Copa América 2011       | Argentina      | Cuartos de final | 4  | 0     |
| Copa América 2015       | Chile          | Campeón          | 4  | 0     |
| Copa América Centenario | Estados Unidos | Campeón          | 6  | 0     |
| Copa América 2019       | Brasil         | Cuarto lugar     | 3  | 0     |

#### Participaciones en Eliminatorias a Copas del Mundo
| Eliminatorias                  | País      | Resultado   | P   | PJ | Goles |
| ------------------------------ | --------- | ----------- | --- | -- | ----- |
| Clasificatorias Sudáfrica 2010 | Sudáfrica | Clasificado | 2.º | 13 | 2     |
| Clasificatorias Brasil 2014    | Brasil    | Clasificado | 3.º | 8  | 0     |
| Clasificatorias Rusia 2018     | Rusia     | Eliminado   | 6.º | 15 | 0     |

### Partidos internacionales
Actualizado hasta el 6 de julio de 2019.
| Partidos internacionales | Partidos internacionales | Partidos internacionales                                                  | Partidos internacionales | Partidos internacionales | Partidos internacionales | Partidos internacionales | Partidos internacionales         |
| N.º                      | Fecha                    | Estadio                                                                   | Local                    | Resultado                | Visitante                | Goles                    | Competición                      |
| ------------------------ | ------------------------ | ------------------------------------------------------------------------- | ------------------------ | ------------------------ | ------------------------ | ------------------------ | -------------------------------- |
| 1                        | 25 de abril de 2006      | Estadio El Teniente, Rancagua, Chile                                      | Chile                    | 4-1                      | Nueva Zelanda            |                          | Amistoso                         |
| 2                        | 27 de abril de 2006      | Estadio Municipal Nicolás Chahuán Nazar, La Calera, Chile                 | Chile                    | 1-0                      | Nueva Zelanda            |                          | Amistoso                         |
| 3                        | 24 de mayo de 2006       | Lansdowne Road, Dublín, Chile                                             | Irlanda                  | 0-1                      | Chile                    |                          | Amistoso                         |
| 4                        | 30 de mayo de 2006       | Stade Municipal, Vittel, Francia                                          | Chile                    | 1-1                      | Costa de Marfil          |                          | Amistoso                         |
| 5                        | 2 de junio de 2006       | Estadio Råsunda, Estocolmo, Suecia                                        | Suecia                   | 1-1                      | Chile                    |                          | Amistoso                         |
| 6                        | 15 de agosto de 2006     | Estadio Nacional Julio Martínez Prádanos, Santiago, Chile                 | Chile                    | 1-2                      | Colombia                 |                          | Amistoso                         |
| 7                        | 11 de octubre de 2006    | Estadio Jorge Basadre, Tacna, Perú                                        | Perú                     | 0-1                      | Chile                    |                          | Copa del Pacífico 2006           |
| 8                        | 1 de julio de 2007       | Estadio Monumental, Maturín, Venezuela                                    | Brasil                   | 3-0                      | Chile                    |                          | Copa América 2007                |
| 9                        | 7 de julio de 2007       | Estadio José Antonio Anzoátegui, Puerto La Cruz, Venezuela                | Chile                    | 1-6                      | Brasil                   |                          | Copa América 2007                |
| 10                       | 18 de noviembre de 2007  | Estadio Centenario, Montevideo, Uruguay                                   | Uruguay                  | 2-2                      | Chile                    |                          | Clasificatorias a Sudáfrica 2010 |
| 11                       | 26 de enero de 2008      | Estadio Olímpico de Tokio, Tokio, Japón                                   | Japón                    | 0-0                      | Chile                    |                          | Amistoso                         |
| 12                       | 30 de enero de 2008      | Estadio Mundialista de Seúl, Seúl, Corea del Sur                          | Corea del Sur            | 0-1                      | Chile                    |                          | Amistoso                         |
| 13                       | 7 de junio de 2008       | Estadio Elías Figueroa Brander, Valparaíso, Chile                         | Chile                    | 0-0                      | Panamá                   |                          | Amistoso                         |
| 14                       | 15 de junio de 2008      | Estadio Hernando Siles, La Paz, Bolivia                                   | Bolivia                  | 0-2                      | Chile                    |                          | Clasificatorias a Sudáfrica 2010 |
| 15                       | 19 de junio de 2008      | Estadio Olímpico Gral. José Antonio Anzoátegui, Puerto La Cruz, Venezuela | Venezuela                | 2-3                      | Chile                    |                          | Clasificatorias a Sudáfrica 2010 |
| 16                       | 20 de agosto de 2008     | Estadio İsmetpaşa, İzmit, Turquía                                         | Turquía                  | 1-0                      | Chile                    |                          | Amistoso                         |
| 17                       | 7 de septiembre de 2008  | Estadio Nacional Julio Martínez Prádanos, Santiago, Chile                 | Chile                    | 0-3                      | Brasil                   |                          | Clasificatorias a Sudáfrica 2010 |
| 18                       | 10 de septiembre de 2008 | Estadio Nacional Julio Martínez Prádanos, Santiago, Chile                 | Chile                    | 4-0                      | Colombia                 |                          | Clasificatorias a Sudáfrica 2010 |
| 19                       | 12 de octubre de 2008    | Estadio Olímpico Atahualpa, Quito, Ecuador                                | Ecuador                  | 1-0                      | Chile                    |                          | Clasificatorias a Sudáfrica 2010 |
| 20                       | 11 de febrero de 2009    | Estadio Peter Mokaba, Polokwane, Sudáfrica                                | Sudáfrica                | 0-2                      | Chile                    |                          | Amistoso                         |
| 21                       | 29 de marzo de 2009      | Estadio Monumental, Lima, Perú                                            | Perú                     | 1-3                      | Chile                    |                          | Clasificatorias a Sudáfrica 2010 |
| 22                       | 1 de abril de 2009       | Estadio Nacional Julio Martínez Prádanos, Santiago, Chile                 | Chile                    | 0-0                      | Uruguay                  |                          | Clasificatorias a Sudáfrica 2010 |
| 23                       | 27 de mayo de 2009       | Estadio Nagai, Osaka, Japón                                               | Japón                    | 4-0                      | Chile                    |                          | Copa Kirin                       |
| 24                       | 29 de mayo de 2009       | Fukuda Denshi Arena, Chiba, Japón                                         | Chile                    | 1-1                      | Bélgica                  |                          | Copa Kirin                       |
| 25                       | 6 de junio de 2009       | Estadio Defensores del Chaco, Asunción, Paraguay                          | Paraguay                 | 0-2                      | Chile                    |                          | Clasificatorias a Sudáfrica 2010 |
| 26                       | 10 de junio de 2009      | Estadio Nacional Julio Martínez Prádanos, Santiago, Chile                 | Chile                    | 4-0                      | Bolivia                  |                          | Clasificatorias a Sudáfrica 2010 |
| 27                       | 12 de agosto de 2009     | Estadio Brøndby, Copenhague, Dinamarca                                    | Dinamarca                | 1-2                      | Chile                    |                          | Amistoso                         |
| 28                       | 6 de septiembre de 2009  | Estadio Monumental, Santiago, Chile                                       | Chile                    | 2-2                      | Venezuela                |                          | Clasificatorias a Sudáfrica 2010 |
| 29                       | 10 de septiembre de 2009 | Estádio Roberto Santos, Salvador de Bahía, Brasil                         | Brasil                   | 4-2                      | Chile                    |                          | Clasificatorias a Sudáfrica 2010 |
| 30                       | 14 de octubre de 2009    | Estadio Monumental, Santiago, Chile                                       | Chile                    | 1-0                      | Ecuador                  |                          | Clasificatorias a Sudáfrica 2010 |
| 31                       | 17 de noviembre de 2009  | Štadión pod Dubňom, Žilina, Eslovaquia                                    | Eslovaquia               | 1 - 2                    | Chile                    |                          | Amistoso                         |
| 32                       | 16 de mayo de 2010       | Estadio Azteca, Ciudad de México, México                                  | México                   | 1-0                      | Chile                    |                          | Amistoso                         |
| 33                       | 26 de mayo de 2010       | Estadio Municipal de Calama, Calama, Chile                                | Chile                    | 3-0                      | Zambia                   |                          | Amistoso                         |
| 34                       | 31 de mayo de 2010       | Estadio Municipal "Alcaldesa Ester Roa Rebolledo", Concepción, Chile      | Chile                    | 3-0                      | Israel                   |                          | Amistoso                         |
| 35                       | 16 de junio de 2010      | Estadio Mbombela, Nelspruit, Sudáfrica                                    | Chile                    | 1-0                      | Honduras                 |                          | Copa Mundial de Fútbol 2010      |
| 36                       | 21 de junio de 2010      | Nelson Mandela Bay Stadium, Port Elizabeth, Sudáfrica                     | Chile                    | 1-0                      | Suiza                    |                          | Copa Mundial de Fútbol 2010      |
| 37                       | 25 de junio de 2010      | Estadio Loftus Versfeld, Pretoria, Sudáfrica                              | Chile                    | 1-2                      | España                   |                          | Copa Mundial de Fútbol 2010      |
| 38                       | 28 de junio de 2010      | Estadio Ellis Park, Johannesburgo, Sudáfrica                              | Brasil                   | 3-0                      | Chile                    |                          | Copa Mundial de Fútbol 2010      |
| 39                       | 17 de noviembre de 2010  | Estadio Monumental, Santiago, Chile                                       | Chile                    | 2-0                      | Uruguay                  |                          | Amistoso                         |
| 40                       | 26 de marzo de 2011      | Estádio Dr. Magalhães Pessoa, Leiría, Portugal                            | Portugal                 | 1-1                      | Chile                    |                          | Amistoso                         |
| 41                       | 29 de marzo de 2011      | Kyocera Stadion, La Haya, Holanda                                         | Chile                    | 2-0                      | Colombia                 |                          | Amistoso                         |
| 42                       | 19 de junio de 2011      | Estadio Monumental, Santiago, Chile                                       | Chile                    | 4-0                      | Estonia                  |                          | Amistoso                         |
| 43                       | 23 de junio de 2011      | Estadio Defensores del Chaco, Asunción, Paraguay                          | Paraguay                 | 0-0                      | Chile                    |                          | Amistoso                         |
| 44                       | 4 de julio de 2011       | Estadio San Juan del Bicentenario, San Juan, Argentina                    | Chile                    | 2-1                      | México                   |                          | Copa América 2011                |
| 45                       | 8 de julio de 2011       | Estadio Malvinas Argentinas, Mendoza, Argentina                           | Chile                    | 1-1                      | Uruguay                  |                          | Copa América 2011                |
| 46                       | 12 de julio de 2011      | Estadio Malvinas Argentinas, Mendoza, Argentina                           | Chile                    | 1-0                      | Perú                     |                          | Copa América 2011                |
| 47                       | 17 de julio de 2011      | Estadio San Juan del Bicentenario, San Juan, Argentina                    | Chile                    | 1-2                      | Venezuela                |                          | Copa América 2011                |
| 48                       | 10 de octubre de 2011    | Stade de la Mosson, Montpellier, Francia                                  | Francia                  | 1-1                      | Chile                    |                          | Amistoso                         |
| 49                       | 2 de septiembre de 2011  | AFG Arena, San Galo, Suiza                                                | España                   | 3-2                      | Chile                    |                          | Amistoso                         |
| 50                       | 7 de octubre de 2011     | Estadio Antonio Vespucio Liberti, Buenos Aires, Argentina                 | Argentina                | 1 - 4                    | Chile                    |                          | Clasificatorias a Brasil 2014    |
| 51                       | 11 de octubre de 2011    | Estadio Monumental, Santiago, Chile                                       | Chile                    | 4 - 2                    | Perú                     |                          | Clasificatorias a Brasil 2014    |
| 52                       | 11 de septiembre de 2012 | Estadio Monumental, Santiago, Chile                                       | Chile                    | 1-3                      | Colombia                 |                          | Clasificatorias a Brasil 2014    |
| 53                       | 12 de octubre de 2012    | Estadio Olímpico Atahualpa, Quito, Ecuador                                | Ecuador                  | 3-1                      | Chile                    |                          | Clasificatorias a Brasil 2014    |
| 54                       | 16 de octubre de 2012    | Estadio Nacional Julio Martínez Prádanos, Santiago, Chile                 | Chile                    | 1-2                      | Argentina                |                          | Clasificatorias a Brasil 2014    |
| 55                       | 14 de noviembre de 2012  | AFG Arena, San Galo, Suiza                                                | Chile                    | 1-3                      | Serbia                   |                          | Amistoso                         |
| 56                       | 6 de febrero de 2013     | Estadio Vicente Calderón, Madrid, España                                  | Chile                    | 2-1                      | Egipto                   |                          | Amistoso                         |
| 57                       | 26 de marzo de 2013      | Estadio Nacional, Santiago, Chile                                         | Chile                    | 2-0                      | Uruguay                  |                          | Clasificatorias a Brasil 2014    |
| 58                       | 11 de junio de 2013      | Estadio Nacional, Santiago, Chile                                         | Chile                    | 3-1                      | Bolivia                  |                          | Clasificatorias a Brasil 2014    |
| 59                       | 14 de agosto de 2013     | Estadio Brøndby, Copenhague, Dinamarca                                    | Irak                     | 0-6                      | Chile                    |                          | Amistoso                         |
| 60                       | 10 de septiembre de 2013 | Stade de Genève, Ginebra, Suiza                                           | España                   | 2-2                      | Chile                    |                          | Amistoso                         |
| 61                       | 11 de octubre de 2013    | Estadio Metropolitano Roberto Meléndez, Barranquilla, Colombia            | Colombia                 | 3-3                      | Chile                    |                          | Clasificatorias a Brasil 2014    |
| 62                       | 15 de noviembre de 2013  | Estadio de Wembley, Londres, Inglaterra                                   | Inglaterra               | 0-2                      | Chile                    |                          | Amistoso                         |
| 63                       | 19 de noviembre de 2013  | Rogers Centre, Toronto, Canadá                                            | Brasil                   | 2-1                      | Chile                    |                          | Amistoso                         |
| 64                       | 5 de marzo de 2014       | Mercedes-Benz Arena, Stuttgart, Alemania                                  | Alemania                 | 1-0                      | Chile                    |                          | Amistoso                         |
| 65                       | 30 de mayo de 2014       | Estadio Nacional Julio Martínez Prádanos, Santiago, Chile                 | Chile                    | 3-2                      | Egipto                   |                          | Amistoso                         |
| 66                       | 13 de junio de 2014      | Arena Pantanal, Cuiabá, Brasil                                            | Chile                    | 3-1                      | Australia                |                          | Copa Mundial de Fútbol de 2014   |
| 67                       | 18 de junio de 2014      | Estadio Maracaná, Río de Janeiro, Brasil                                  | España                   | 0-2                      | Chile                    |                          | Copa Mundial de Fútbol de 2014   |
| 68                       | 23 de junio de 2014      | Arena Corinthians, São Paulo, Brasil                                      | Países Bajos             | 2-0                      | Chile                    |                          | Copa Mundial de Fútbol de 2014   |
| 69                       | 28 de junio de 2014      | Estadio Mineirão, Belo Horizonte, Brasil                                  | Brasil                   | 1-1 3-2p                 | Chile                    |                          | Copa Mundial de Fútbol de 2014   |
| 70                       | 6 de septiembre de 2014  | Levi's Stadium, Santa Clara, Estados Unidos                               | México                   | 0-0                      | Chile                    |                          | Amistoso                         |
| 71                       | 10 de octubre de 2014    | Estadio Elías Figueroa Brander, Valparaíso, Chile                         | Chile                    | 3-0                      | Perú                     |                          | Amistoso                         |
| 72                       | 14 de octubre de 2014    | Estadio Francisco Sánchez Rumoroso, Coquimbo, Chile                       | Chile                    | 2-2                      | Bolivia                  |                          | Amistoso                         |
| 73                       | 18 de noviembre de 2014  | Estadio Monumental, Santiago, Chile                                       | Chile                    | 1-2                      | Uruguay                  |                          | Amistoso                         |
| 74                       | 26 de marzo de 2015      | NV Arena, Sankt Pölten, Austria                                           | Irán                     | 2-0                      | Chile                    |                          | Amistoso                         |
| 75                       | 29 de marzo de 2015      | Emirates Stadium, Londres, Inglaterra                                     | Brasil                   | 1-0                      | Chile                    |                          | Amistoso                         |
| 76                       | 5 de junio de 2015       | Estadio El Teniente, Rancagua, Chile                                      | Chile                    | 1-0                      | El Salvador              |                          | Amistoso                         |
| 77                       | 11 de junio de 2015      | Estadio Nacional, Santiago, Chile                                         | Chile                    | 2-0                      | Ecuador                  |                          | Copa América 2015                |
| 78                       | 15 de junio de 2015      | Estadio Nacional, Santiago, Chile                                         | Chile                    | 3-3                      | México                   |                          | Copa América 2015                |
| 79                       | 19 de junio de 2015      | Estadio Nacional, Santiago, Chile                                         | Chile                    | 5-0                      | Bolivia                  |                          | Copa América 2015                |
| 80                       | 24 de junio de 2015      | Estadio Nacional, Santiago, Chile                                         | Chile                    | 1-0                      | Uruguay                  |                          | Copa América 2015                |
| 81                       | 5 de septiembre de 2015  | Estadio Nacional, Santiago, Chile                                         | Chile                    | 3-2                      | Paraguay                 |                          | Amistoso                         |
| 82                       | 8 de octubre de 2015     | Estadio Nacional, Santiago, Chile                                         | Chile                    | 2-0                      | Brasil                   |                          | Clasificatorias a Rusia 2018     |
| 83                       | 13 de octubre de 2015    | Estadio Nacional del Perú, Lima, Perú                                     | Perú                     | 3-4                      | Chile                    |                          | Clasificatorias a Rusia 2018     |
| 84                       | 12 de noviembre de 2015  | Estadio Nacional, Santiago, Chile                                         | Chile                    | 1-1                      | Colombia                 |                          | Clasificatorias a Rusia 2018     |
| 85                       | 17 de noviembre de 2015  | Estadio Centenario, Montevideo, Uruguay                                   | Uruguay                  | 3-0                      | Chile                    |                          | Clasificatorias a Rusia 2018     |
| 86                       | 24 de marzo de 2016      | Estadio Nacional, Santiago, Chile                                         | Chile                    | 1-2                      | Argentina                |                          | Clasificatorias a Rusia 2018     |
| 87                       | 29 de marzo de 2016      | Estadio Agustín Tovar, Barinas, Venezuela                                 | Venezuela                | 1-4                      | Chile                    |                          | Clasificatorias a Rusia 2018     |
| 88                       | 27 de mayo de 2016       | Estadio Sausalito, Viña del Mar, Chile                                    | Chile                    | 1-2                      | Jamaica                  |                          | Amistoso                         |
| 89                       | 1 de junio de 2016       | Estadio Qualcomm, San Diego, Estados Unidos                               | México                   | 1-0                      | Chile                    |                          | Amistoso                         |
| 90                       | 6 de junio de 2016       | Levi's Stadium, Santa Clara, Estados Unidos                               | Argentina                | 2-1                      | Chile                    |                          | Copa América Centenario 2016     |
| 91                       | 10 de junio de 2016      | Gillette Stadium, Foxborough, Estados Unidos                              | Chile                    | 2-1                      | Bolivia                  |                          | Copa América Centenario 2016     |
| 92                       | 14 de junio de 2016      | Lincoln Financial Field, Filadelfia, Estados Unidos                       | Chile                    | 4-2                      | Panamá                   |                          | Copa América Centenario 2016     |
| 93                       | 18 de junio de 2016      | Levi's Stadium, Santa Clara, Estados Unidos                               | México                   | 0-7                      | Chile                    |                          | Copa América Centenario 2016     |
| 94                       | 22 de junio de 2016      | Soldier Field, Chicago, Estados Unidos                                    | Colombia                 | 0-2                      | Chile                    |                          | Copa América Centenario 2016     |
| 95                       | 26 de junio de 2016      | MetLife Stadium, East Rutherford, Estados Unidos                          | Argentina                | 0-0 2-4p                 | Chile                    |                          | Copa América Centenario 2016     |
| 96                       | 6 de octubre de 2016     | Estadio Olímpico Atahualpa, Quito, Ecuador                                | Ecuador                  | 3-0                      | Chile                    |                          | Clasificatorias a Rusia 2018     |
| 97                       | 11 de octubre de 2016    | Estadio Nacional Julio Martínez Prádanos, Santiago, Chile                 | Chile                    | 2-1                      | Perú                     |                          | Clasificatorias a Rusia 2018     |
| 98                       | 10 de noviembre de 2016  | Estadio Metropolitano Roberto Meléndez, Barranquilla, Colombia            | Colombia                 | 0-0                      | Chile                    |                          | Clasificatorias a Rusia 2018     |
| 99                       | 15 de noviembre de 2016  | Estadio Nacional Julio Martínez Prádanos, Santiago, Chile                 | Chile                    | 3-1                      | Uruguay                  |                          | Clasificatorias a Rusia 2018     |
| 100                      | 23 de marzo de 2017      | Estadio Antonio Vespucio Liberti, Buenos Aires, Argentina                 | Argentina                | 1-0                      | Chile                    |                          | Clasificatorias a Rusia 2018     |
| 101                      | 28 de marzo de 2017      | Estadio Monumental, Santiago, Chile                                       | Chile                    | 3-1                      | Venezuela                |                          | Clasificatorias a Rusia 2018     |
| 102                      | 9 de junio de 2017       | VEB Arena, Moscú, Rusia                                                   | Rusia                    | 1-1                      | Chile                    |                          | Amistoso                         |
| 103                      | 18 de junio de 2017      | Otkrytie Arena, Moscú, Rusia                                              | Camerún                  | 0-2                      | Chile                    |                          | Copa Confederaciones 2017        |
| 104                      | 22 de junio de 2017      | Kazán Arena, Kazán, Rusia                                                 | Alemania                 | 1-1                      | Chile                    |                          | Copa Confederaciones 2017        |
| 105                      | 25 de junio de 2017      | Otkrytie Arena, Moscú, Rusia                                              | Chile                    | 1-1                      | Australia                |                          | Copa Confederaciones 2017        |
| 106                      | 28 de junio de 2017      | Kazán Arena, Kazán, Rusia                                                 | Portugal                 | 0-0 0-3p                 | Chile                    |                          | Copa Confederaciones 2017        |
| 107                      | 2 de julio de 2017       | Estadio Krestovski, San Petersburgo, Rusia                                | Chile                    | 0-1                      | Alemania                 |                          | Copa Confederaciones 2017        |
| 108                      | 31 de agosto de 2017     | Estadio Monumental, Santiago, Chile                                       | Chile                    | 0-3                      | Paraguay                 |                          | Clasificatorias a Rusia 2018     |
| 109                      | 5 de octubre de 2017     | Estadio Monumental, Santiago, Chile                                       | Chile                    | 2-1                      | Ecuador                  |                          | Clasificatorias a Rusia 2018     |
| 110                      | 10 de octubre de 2017    | Allianz Parque, São Paulo, Brasil                                         | Brasil                   | 3-0                      | Chile                    |                          | Clasificatorias a Rusia 2018     |
| 111                      | 22 de marzo de 2019      | SDCCU Stadium, San Diego, Estados Unidos                                  | México                   | 3-1                      | Chile                    |                          | Amistoso                         |
| 112                      | 26 de marzo de 2019      | BBVA Compass Stadium, Houston, Estados Unidos                             | Estados Unidos           | 1-1                      | Chile                    |                          | Amistoso                         |
| 113                      | 21 de junio de 2019      | Arena Fonte Nova, Salvador, Brasil                                        | Ecuador                  | 1-2                      | Chile                    |                          | Copa América 2019                |
| 114                      | 24 de junio de 2019      | Estadio Maracaná, Río de Janeiro, Brasil                                  | Chile                    | 0-1                      | Uruguay                  |                          | Copa América 2019                |
| 115                      | 6 de julio de 2019       | Arena Corinthians, São Paulo, Brasil                                      | Argentina                | 2-1                      | Chile                    |                          | Copa América 2019                |
| Total                    |                          |                                                                           | Presencias               | 115                      | Goles                    | 3                        |                                  |

| Selección chilena | Selección chilena | Selección chilena |
| Año               | Partidos          | Goles             |
| ----------------- | ----------------- | ----------------- |
| 2006              | 7                 | 0                 |
| 2007              | 3                 | 0                 |
| 2008              | 9                 | 2                 |
| 2009              | 12                | 1                 |
| 2010              | 8                 | 0                 |
| 2011              | 12                | 0                 |
| 2012              | 4                 | 0                 |
| 2013              | 8                 | 0                 |
| 2014              | 10                | 0                 |
| 2015              | 12                | 0                 |
| 2016              | 14                | 0                 |
| 2017              | 11                | 0                 |
| 2019              | 5                 | 0                 |
| Total             | 115               | 3                 |

### Goles con la selección
Actualizado hasta el 17 de noviembre de 2009.
| 1 | 19 de junio de 2008      | Estadio José Antonio Anzoátegui, Puerto La Cruz, Venezuela | Venezuela  | 1 – 2 | 2 – 3 | Clasificatorias a Sudáfrica 2010 |
| 2 | 10 de septiembre de 2008 | Estadio Nacional, Santiago de Chile, Chile                 | Colombia   | 1 – 0 | 4 – 0 | Clasificatorias a Sudáfrica 2010 |
| 3 | 17 de noviembre de 2009  | Štadión pod Dubňom, Žilina, Eslovaquia                     | Eslovaquia | 0 – 1 | 1 – 2 | Amistoso                         |

## Participaciones internacionales
| Club                         | Año     | Competencia                         | Resultado        |
| ---------------------------- | ------- | ----------------------------------- | ---------------- |
| Huachipato · Chile           | 2006    | Copa Sudamericana                   | Fase Preliminar  |
| Colo Colo · Chile            | 2007    | Copa Libertadores Copa Sudamericana | Octavos de final |
| Colo Colo · Chile            | 2008    | Copa Libertadores                   | Fase de grupos   |
| Colo Colo · Chile            | 2009    | Copa Libertadores                   | Fase de grupos   |
| Maguncia 05 · Alemania       | 2014-15 | Europa League                       | Tercera Fase     |
| Universidad de Chile · Chile | 2016    | Copa Libertadores                   | Primera Fase     |
| Universidad de Chile · Chile | 2017    | Copa Sudamericana                   | Primera Fase     |
| Universidad de Chile · Chile | 2018    | Copa Libertadores                   | Fase de grupos   |

## Estadísticas

### Clubes
| Club                              | Div.          | Temporada     | Liga  | Liga  | Copas nacionales | Copas nacionales | Torneos internacionales | Torneos internacionales | Total | Total |
| Club                              | Div.          | Temporada     | Part. | Goles | Part.            | Goles            | Part.                   | Goles                   | Part. | Goles |
| --------------------------------- | ------------- | ------------- | ----- | ----- | ---------------- | ---------------- | ----------------------- | ----------------------- | ----- | ----- |
| Huachipato · Chile                | 1.ª           | 2002          | 1     | 0     | —                | —                | —                       | —                       | 1     | 0     |
| Huachipato · Chile                | 1.ª           | 2003          | 33    | 1     | 3                | 0                | —                       | —                       | 36    | 1     |
| Huachipato · Chile                | 1.ª           | 2004          | 18    | 0     | 2                | 0                | —                       | —                       | 20    | 0     |
| Huachipato · Chile                | 1.ª           | 2005          | 25    | 0     | —                | —                | —                       | —                       | 25    | 0     |
| Huachipato · Chile                | 1.ª           | 2006          | 23    | 1     | —                | —                | 1                       | 0                       | 24    | 1     |
| Huachipato · Chile                | Total club    | Total club    | 100   | 2     | 5                | 0                | 1                       | 0                       | 106   | 2     |
| Colo-Colo · Chile                 | 1.ª           | 2007          | 23    | 1     | 1                | 0                | 8                       | 1                       | 32    | 2     |
| Colo-Colo · Chile                 | 1.ª           | 2008          | 26    | 0     | 1                | 0                | 3                       | 0                       | 30    | 0     |
| Colo-Colo · Chile                 | 1.ª           | 2009          | 16    | 0     | —                | —                | 3                       | 0                       | 19    | 0     |
| Colo-Colo · Chile                 | Total club    | Total club    | 65    | 1     | 2                | 0                | 14                      | 1                       | 81    | 2     |
| West Bromwich Albion Inglaterra   | 2.ª           | 2009-10       | 22    | 1     | 4                | 0                | —                       | —                       | 26    | 1     |
| West Bromwich Albion Inglaterra   | 1.ª           | 2010-11       | 29    | 1     | 3                | 0                | —                       | —                       | 32    | 1     |
| West Bromwich Albion Inglaterra   | 1.ª           | 2011-12       | 4     | 0     | 3                | 0                | —                       | —                       | 7     | 0     |
| West Bromwich Albion Inglaterra   | 1.ª           | 2012-13       | 1     | 0     | 1                | 0                | —                       | —                       | 2     | 0     |
| West Bromwich Albion Inglaterra   | Total club    | Total club    | 56    | 2     | 11               | 0                | 0                       | 0                       | 67    | 2     |
| Brighton & Hove Albion Inglaterra | 2.ª           | 2011-12       | 14    | 0     | —                | —                | —                       | —                       | 14    | 0     |
| Brighton & Hove Albion Inglaterra | Total club    | Total club    | 14    | 0     | 0                | 0                | 0                       | 0                       | 14    | 0     |
| Nottingham Forest Inglaterra      | 2.ª           | 2012-13       | 17    | 0     | —                | —                | —                       | —                       | 17    | 0     |
| Nottingham Forest Inglaterra      | 2.ª           | 2013-14       | 32    | 0     | 7                | 0                | —                       | —                       | 39    | 0     |
| Nottingham Forest Inglaterra      | Total club    | Total club    | 49    | 0     | 7                | 0                | 0                       | 0                       | 56    | 0     |
| Maguncia 05 · Alemania            | 1.ª           | 2014-15       | 17    | 0     | 1                | 0                | 2                       | 0                       | 20    | 0     |
| Maguncia 05 · Alemania            | 1.ª           | 2015-16       | 6     | 0     | 1                | 0                | —                       | —                       | 7     | 0     |
| Maguncia 05 · Alemania            | Total club    | Total club    | 23    | 0     | 2                | 0                | 2                       | 0                       | 27    | 0     |
| Universidad de Chile · Chile      | 1.ª           | 2015-16       | 10    | 0     | —                | —                | 1                       | 0                       | 11    | 0     |
| Universidad de Chile · Chile      | 1.ª           | 2016-17       | 21    | 0     | 2                | 0                | 2                       | 0                       | 25    | 0     |
| Universidad de Chile · Chile      | 1.ª           | 2017          | 11    | 0     | 3                | 0                | —                       | —                       | 14    | 0     |
| Universidad de Chile · Chile      | 1.ª           | 2018          | 16    | 0     | 8                | 0                | 3                       | 0                       | 27    | 0     |
| Universidad de Chile · Chile      | Total club    | Total club    | 58    | 0     | 13               | 0                | 6                       | 0                       | 77    | 0     |
| Estudiantes de La Plata Argentina | 1.ª           | 2018-19       | 9     | 0     | 5                | 0                | —                       | —                       | 14    | 0     |
| Estudiantes de La Plata Argentina | 1.ª           | 2019-20       | 6     | 0     | 2                | 0                | —                       | —                       | 8     | 0     |
| Estudiantes de La Plata Argentina | Total club    | Total club    | 15    | 0     | 7                | 0                | 0                       | 0                       | 22    | 0     |
| Monarcas Morelia · México         | 1.ª           | 2020          | 6     | 0     | 2                | 0                | —                       | —                       | 8     | 0     |
| Monarcas Morelia · México         | Total club    | Total club    | 6     | 0     | 2                | 0                | 0                       | 0                       | 8     | 0     |
| Mazatlán F. C. · México           | 1.ª           | 2020          | 9     | 0     | —                | —                | —                       | —                       | 9     | 0     |
| Mazatlán F. C. · México           | Total club    | Total club    | 9     | 0     | 0                | 0                | 0                       | 0                       | 9     | 0     |
| C. Tijuana · México               | 1.ª           | 2021          | 13    | 0     | —                | —                | —                       | —                       | 13    | 0     |
| C. Tijuana · México               | Total club    | Total club    | 13    | 0     | 0                | 0                | 0                       | 0                       | 13    | 0     |
| Unión La Calera · Chile           | 1.ª           | 2021          | 7     | 0     | —                | —                | —                       | —                       | 7     | 0     |
| Unión La Calera · Chile           | Total club    | Total club    | 7     | 0     | 0                | 0                | 0                       | 0                       | 7     | 0     |
| Coquimbo Unido · Chile            | 1.ª           | 2022          | 12    | 0     | 2                | 0                | —                       | —                       | 14    | 0     |
| Coquimbo Unido · Chile            | 1.ª           | 2023          | 3     | 0     | 1                | 0                | —                       | —                       | 4     | 0     |
| Coquimbo Unido · Chile            | Total club    | Total club    | 15    | 0     | 3                | 0                | 0                       | 0                       | 18    | 0     |
| Total carrera                     | Total carrera | Total carrera | 430   | 5     | 52               | 0                | 23                      | 1                       | 505   | 6     |
| 1. 2. 3.                          |               |               |       |       |                  |                  |                         |                         |       |       |

### Resumen estadístico
Actualizado al último partido disputado el 31 de julio de 2023.
| Competición                    | Partidos | Goles |
| ------------------------------ | -------- | ----- |
| Selección chilena              | 115      | 3     |
| Primera División de Chile      | 245      | 3     |
| Liguilla Pre-Sudamericana      | 6        | 0     |
| Premier League                 | 34       | 1     |
| Football League Championship   | 85       | 1     |
| Bundesliga                     | 23       | 0     |
| Superliga Argentina            | 15       | 0     |
| Liga MX                        | 28       | 0     |
| Copa Chile                     | 17       | 0     |
| FA Cup                         | 10       | 0     |
| Copa de la Liga                | 8        | 0     |
| Copa de Alemania               | 2        | 0     |
| Copa de la Superliga Argentina | 4        | 0     |
| Copa Argentina                 | 3        | 0     |
| Copa MX                        | 2        | 0     |
| Copa Libertadores              | 14       | 0     |
| Copa Sudamericana              | 7        | 1     |
| Liga Europea de la UEFA        | 2        | 0     |
| Total de su carrera            | 620      | 9     |

## Controversias

### Indisciplina
Claudio Borghi cita a Gonzalo Jara para disputar los encuentros contra la selección de fútbol de Paraguay y la selección de fútbol de Uruguay por las Eliminatorias Brasil 2014. El jugador junto a otros 4 compañeros debían llegar a las 22:00 horas el día 8 de noviembre al complejo de Juan Pinto Durán, sin embargo el jugador junto a sus 4 compañeros llegaron con 45 minutos de retraso, rompiendo el acuerdo que ellos mismos impusieron. Luego el entrenador de la Selección Chilena Claudio Borghi da una conferencia de prensa argumentando la falta de los jugadores Jorge Valdivia, Jean Beausejour, Carlos Carmona, Arturo Vidal y Gonzalo Jara, en esta conferencia el técnico de la Selección Chilena afirmó que los jugadores anteriormente mencionados llegaron 45 minutos tarde y su estado era inadecuado.
Un día después de las afirmaciones de Claudio Borghi, los jugadores dan una conferencia de prensa donde desmienten al entrenador.
Luego de esta conferencia de prensa de los jugadores, Gonzalo Jara fue el primero en disculparse con el técnico Claudio Borghi. después de algunos meses Gonzalo Jara muestra su arrepentimiento por el llamado Caso Bautizazo y por la posterior conferencia de prensa.
En Inglaterra Gonzalo Jara iba a ser titular el sábado en el partido del Brighton ante Burnley, por la segunda división inglesa. Sin embargo, el chileno no se presentó porque fue detenido por conducir sin autorización, pese a que fue suspendido por 17 meses en julio por manejar bajo la influencia del alcohol.
Jara iba en su Audi Q7 cuando fue interceptado por la policía. Estuvo custodiado hasta las 11 horas antes de ser liberado.

### Sanciones
El miércoles 24 de junio de 2015, durante el encuentro de la Selección Chilena ante Uruguay por los Cuartos de final de Copa América de Chile 2015, el defensa chileno provocó la reacción del futbolista uruguayo Edinson Cavani tras introducirle un dedo entre las nalgas sin que el árbitro Sandro Ricci se percatara en el momento, por lo que Cavani golpea en la cara a Jara y este se desploma en el piso provocando que el jugador uruguayo reciba su segunda tarjeta amarilla y sea expulsado en el minuto 63 del partido, ganado finalmente por la selección local por la cuenta mínima (1-0). Durante días las imágenes de la agresión de Jara hacia Cavani fueron noticia y causó revuelo a nivel mundial, logrando un fuerte rechazo por parte del público en general. Ante una inacción de oficio de la Confederación Sudamericana de Fútbol la Asociación Uruguaya de Fútbol presentó el informe ante la CONMEBOL para la posible sanción a Jara, el día domingo 28 de junio de 2015 la Confederación Sudamericana de Fútbol le entregó el informe a ANFP que Gonzalo Jara será sancionado con tres partidos futbolísticos sin poder disputar a contar de la fecha del informe, por ende Jara no pudo jugar la etapa de semifinales realizada el lunes 29 de junio, ante la Selección de Perú, y una multa de US $7500, por lo que la ANFP apeló a la resolución a la CONMEBOL, rebajándole la pena a dos partidos sin disputar, incluyendo el partido por la final que disputó Chile el sábado 4 de julio, y una rebaja de US $5000, además de seguir buscando la sanción de siete futbolistas de la Selección Uruguaya que disputaron aquel partido. Como parte de las consecuencias de este mismo hecho, el  Maguncia 05 de la Bundesliga alemana, equipo al que pertenecía su ficha en ese entonces, decidió despedirlo y Jara regresó a Chile para continuar con su carrera deportiva.
Durante la Copa América 2019, nuevamente ante la selección uruguaya, Jara patearía a un hincha que ingresó al campo de juego. El suceso tuvo repercusión internacional.

## Palmarés

### Campeonatos nacionales
| Título           | Club                 | País  | Año    |
| ---------------- | -------------------- | ----- | ------ |
| Primera División | Colo-Colo            | Chile | 2007-A |
| Primera División | Colo-Colo            | Chile | 2007-C |
| Primera División | Colo-Colo            | Chile | 2008-C |
| Primera División | Colo-Colo            | Chile | 2009-C |
| Primera División | Universidad de Chile | Chile | 2017-C |

### Campeonatos internacionales
| Título       | Selección          | País           | Año  |
| ------------ | ------------------ | -------------- | ---- |
| Copa América | Selección de Chile | Chile          | 2015 |
| Copa América | Selección de Chile | Estados Unidos | 2016 |

### Distinciones individuales
| Distinción                | Año  |
| ------------------------- | ---- |
| Medalla Bicentenario      | 2010 |
| «Hijo Ilustre» de Hualpén | 2016 |